# Araespor longicollis
Araespor longicollis är en skalbaggsart som beskrevs av Thomson 1878. Araespor longicollis ingår i släktet Araespor och familjen långhorningar.
Artens utbredningsområde är:
- Kuba.
- Fiji.

Inga underarter finns listade.